# La Rossa (album)
La Rossa è un album della cantante italiana Milva, pubblicato dall'etichetta discografica Ricordi nel 1980.
Autore di tutti i brani e degli arrangiamenti del disco è Enzo Jannacci.
Dell'album sono state pubblicate anche edizioni per il mercato tedesco e argentino.

## Tracce
1. La Rossa (E. Jannacci) - 06:20
2. Non finirà mai (E. Jannacci) - 04:07
3. Il Dritto (con Enzo Jannacci) (testo : Jannacci • musica : De Luca) - 04:09
4. E io ho visto un uomo (E. Jannacci) - 04:08
5. Soldato Nencini (E. Jannacci) - 04:50
6. Chissà se è vero (E. Jannacci) - 04:01
7. Per un basin (con Enzo Jannacci) (E. Jannacci) - 04:57
8. Quando il sipario (E. Jannacci) - 03:20